# The Observatory (revista)
The Observatory es una publicación, descrita tanto como un periódico como una revista, dedicada a la astronomía. Apareció regularmente a partir de 1877, y ahora se publica cada dos meses. A partir de 2025 se publica exclusivamente en linea.
Aunque no es una publicación de la Royal Astronomical Society, publica los informes de sus reuniones. Otras características son las amplias reseñas de libros y "Aquí y Allá", una colección de erratas y declaraciones ridículas de interés astronómico.
El fundador y primer editor (1877/82) fue William Christie, entonces jefe adjunto en el Real Observatorio de Greenwich y posteriormente Astrónomo Real. Editores posteriores notables incluyen a:
- Arthur Eddington (1913–19)
- Harold Spencer Jones (1915–23)
- Richard van der Riet Woolley (1933–39)
- William McCrea (1935–37)
- Margaret Burbidge (1948–51)
- Antony Hewish (1957–61)
- Donald Lynden-Bell (1967–69)
- Carole Jordan (1968–73)
- Jocelyn Bell Burnell (1973–76)